# La Fuerza
La Fuerza é um extended play (EP) em língua espanhola da artista musical norte-americana Christina Aguilera. É a primeira de três partes que formarão o nono álbum de estúdio de Aguilera e o segundo álbum em espanhol. O álbum serve como acompanhamento de seu oitavo álbum de estúdio Liberation (2018) e seu segundo álbum de estúdio e primeiro álbum em espanhol Mi Reflejo (2000). O EP foi lançado em 21 de janeiro de 2022, e é seu primeiro EP solo, depois de seu EP de 2003 com Justin Timberlake, Justin & Christina.
Colaboradores do EP incluem os produtores Frederico Vindver, Jean Rodríguez, bem como as cantoras Becky G, Nicki Nicole e Nathy Peluso, que aparecem no primeiro single do EP. La Fuerza foi precedido pelo lançamento de três singles: "Pa Mis Muchachas" com Becky G, Nicki Nicole e Nathy Peluso, "Somos Nada" e "Santo" com Ozuna. Após o lançamento, o EP recebeu críticas positivas e estreou no número dois na parada de álbuns pop latinos dos EUA. La Fuerza é seguido por um segundo EP intitulado, La Tormenta.

## Antecedentes e desenvolvimento
"Em casa eu costumava ouvir música em espanhol. Agora, como mãe, tendo a carreira que tive, com mais de vinte anos na indústria, estou feliz por não ter gravado isso antes, porque agora tenho uma perspectiva melhor [como artista]."

— Aguilera, sobre La Fuerza (2022).
Em 2000, Aguilera lançou seu segundo álbum de estúdio Mi Reflejo, seu primeiro álbum em espanhol. O álbum passou a ser classificado como número dez no Top 20 Latin Albums of All Time da Billboard. La Fuerza marca o retorno de Aguilera à música em espanhol desde seu segundo álbum Mi Reflejo, lançado quase 22 anos antes e que liderou as paradas da Billboard Top Latin Albums e Latin Pop Albums, onde passou 19 semanas no topo de ambas as paradas e mais tarde foi certificado 6× Platina (campo latino) pela Recording Industry Association of America (RIAA), tornando-se o álbum pop latino mais vendido do ano.
Aguilera começou a provocar sobre o lançamento de seu segundo álbum "atrasado" em espanhol duas décadas depois, no final de 2020, observando em uma entrevista à revista Health em abril de 2021 que: "Estou a meses de distância de qualquer anúncio [...] me reinspirei e me reconectei comigo mesma. Eu me apaixonei pela música novamente, o que é uma grande coisa a se dizer, tendo passado toda a minha carreira na música".}}
Aguilera aproveitou a pandemia do COVID-19 para se abrigar em Miami, Flórida, em um acampamento de escrita seguro para COVID com a intenção de homenagear sua herança equatoriana ao fazer seu nono álbum de estúdio em espanhol. O álbum foi feito em quatro semanas, com a primeira música feita sendo o primeiro single do álbum, "Pa Mis Muchachas". Aguilera provocou ainda mais o lançamento do álbum em uma entrevista ao Insider em setembro de 2021. Ela revelou que filmou os dois primeiros videoclipes dos singles. Para fazer o álbum, Aguilera foi para Miami onde gravou músicas com diversos colaboradores. Aguilera revelou que planejava lançar o álbum "ao longo do próximo ano em uma espécie de seis incrementos de músicas a cada poucos meses". Em entrevista ao Los Angeles Times, Aguilera revelou que o álbum seria lançado em três partes, confirmando que a primeira parte do álbum seria intitulada La Fuerza e que celebraria seu poder como mulher. Ela revelou que lançaria músicas até o final de 2022.

## Música e letras
La Fuerza é um EP latino, influenciado por dance-pop, baladas de piano, ranchera, música urbana, cumbia, guaracha e reggaeton. O EP começa com "Ya Llegué" que foi descrito como uma "faixa futurista sensual" que "gradualmente se transforma em um reggaeton contundente". Aguilera sampleia seu single de sucesso de 1999 "Genie In a Bottle", mudando a letra para 'Como um gênio da lâmpada preso, amor'". Esta música é seguida pelo single principal, "Pa Mis Muchachas" com Becky G, Nicki Nicole e Nathy Peluso. Ao trabalhar na música, "Pa' Mis Muchachas" Aguilera observou que a música "serve como uma homenagem às mulheres". Ela acrescentou que: "Queríamos ter certeza de que esta fosse definitivamente uma representação das mulheres latinas que são a força de uma família, a espinha dorsal. Na música, mencionamos que sou uma mulher forte porque fui criada por uma mulher forte e ela também era antes disso. É algo que é passado de geração em geração. Escolhi Nathy, Becky e Nicki por causa da força que exalam." Durante uma entrevista à revista Ocean Drive, Aguilera disse que "curiosamente, "Pa' Mis Muchachas" foi a primeira música que escrevemos e gravamos para este álbum. Desde o início, na minha primeira sessão no estúdio do maestro Julio Reyes Copello, a energia foi inegavelmente especial. As cordas da guitarra, as letras, a intensidade e a paixão dentro da música brotaram de todos. Fui apresentada a Nathy, Nicki e Becky, e não havia dúvidas em minha mente de que elas eram as muchachas perfeitas para esta faixa."
"Somos Nada", é uma "balada nostálgica despojada liderada por piano que coloca seu tom profundo e poderoso na vanguarda". A faixa foi chamada de música "assinatura" de Aguilera, onde ela "entrega uma performance crua e emocional". "Santo" segue como uma música sobre "duas pessoas que estão viciadas uma na outra". A faixa apresenta o cantor porto-riquenho Ozuna, cujos "vocais nítidos e açucarados e o alcance vocal [de Christina] criam o perreo perfeito que mais tarde transita para uma cumbia que balança o quadril. "Como Yo" utiliza um som pop latino experimental. É uma "faixa dance-pop amiga do clube com batidas fortes que explora um lado diferente da trajetória musical de Xtina". O EP termina com "La Reina", que foi chamado de "hino do álbum". Aguilera "traz todos os seus vocais poderosos e talentosos para entregar uma sincera ranchera que transmite perfeitamente a frase popular 'O que é um rei sem sua rainha?'".

## Singles
Em 19 de outubro de 2021, Aguilera começou a postar clipes do primeiro single do EP e seu videoclipe em suas redes sociais. "Pa Mis Muchachas" foi lançado em 22 de outubro de 2021, juntamente com seu videoclipe. A música é uma colaboração entre Aguilera, Becky G e Nicki Nicole, e conta com a participação da cantora e compositora argentina Nathy Peluso. Aguilera observou que o vídeo é um "primeiro episódio de uma longa história que está por vir [...] Esta é uma celebração da individualidade. Esta é uma história sobre força, sobre como deixar seu cabelo solto. Sobre redescobrir-se ao longo do caminho".
O segundo single, uma baladas de piano intitulada "Somos Nada", foi lançado em 18 de novembro de 2021, juntamente com seu videoclipe. A música foi escrita por Aguilera, Mario Domm, Sharlene Taule e Federico Vindver. Aguilera apresentou os dois primeiros singles na 22ª edição do Grammy Latino, acompanhada por Becky G, Nicole e Peluso.
"Santo" com a cantor porto-riquenho Ozuna foi lançado em 20 de janeiro de 2022, como o terceiro single do EP. Embora não tenha sido confirmado como um single, Aguilera lançou um videoclipe para "La Reina" em 6 de maio de 2022.

## Recepção critica
| Críticas profissionais | Críticas profissionais |
| Avaliações da crítica  | Avaliações da crítica  |
| Fonte                  | Avaliação              |
| ---------------------- | ---------------------- |
| Atwood Magazine        | 8.5/10                 |
| Rolling Stone          | [ 21 ]                 |

Após o lançamento, o álbum recebeu críticas positivas. La Fuerza foi nomeado o melhor álbum da semana pela Billboard Argentina. Revendo o EP para Rolling Stone, Lucas Villa escreveu que "a proeza vocal de Aguilera é extraordinária em qualquer idioma", e rotulou suas baladas como "destaques", considerando "La Reina" a melhor música do álbum. A Billboard descreveu La Fuerza como "não apenas uma homenagem às raízes latinas de Aguilera, mas um projeto cheio de paixão, inovação, exploração e, claro, vocais poderosos". Josh Weiner, escrevendo para a Atwood Magazine, elogiou o EP por sua qualidade e deu uma pontuação de 8,5/10. O revisor opinou que La Fuerza "é dezenove minutos de música excelente e totalmente realizada", e aplaudiu Aguilera por "abraçar uma nova e excitante identidade artística". Weiner concluiu sua crítica afirmando que "ver a veterana performer agitar as coisas tão drasticamente nesta fase final de sua carreira é massivamente impressionante". Pip Ellwood-Hughes, da Entertainment Focus, afirmou que "ouvir ela [Aguilera] cantando em espanhol novamente é uma alegria e essa coleção de músicas é melhor do que qualquer coisa que ela lançou em anos". Enrique Cerros do NEIU Independent deu a La Fuerza uma pontuação de 5/5, e observou que é "um retorno de sucesso para Aguilera, e pode ser considerado seu melhor trabalho até hoje". Harrison Brocklehurst, do The Tab, aplaudiu o EP por suas "excelentes batidas latinas" e pelas batidas de reggaeton que ajudam a voz de Aguilera a "realmente subir".

## Lista de faixas
| La Fuerza      |                                                               | |                                                                                 |         |  |
| N.º            | Título                                                        | Compositor(es) | Produtor(es)                                                                    | Duração |  |
| 1.             | "Ya Llegué"                                                   | Christina Aguilera Jon Leone Juan Morelli Kat Dahlia                                                                              | JonTheProducer Rafa Arcaute Federico Vindver Afo Verde ↑[c] Jean Rodríguez ↑[v] | 3:03    |  |
| 2.             | "Pa Mis Muchachas" (com Becky G, Nicki Nicole e Nathy Peluso) | Aguilera Jorge Luis Chacín Natalia Peluso Dahlia Nicole Denise Cucco ("Nicky Nicole") Rebbeca Gomez Yasmil Marrufo Yoel Henríquez | Arcaute Vindver Verde ↑[c] Rodríguez ↑[v]                                       | 3:36    |  |
| 3.             | "Somos Nada"                                                  | Aguilera Vindver Mario Domm Sharlene Taulé                                                                                        | Arcaute Vindver Verde ↑[c] Rodríguez ↑[v]                                       | 3:01    |  |
| 4.             | "Santo" (com Ozuna)                                           | Aguilera Dallas James Koehlke Gale Josh Barrios Ozuna                                                                             | DallasK Arcaute Vindver Verde ↑[c] Rodríguez ↑[v]                               | 3:03    |  |
| 5.             | "Como Yo"                                                     | Aguilera Vindver Gino the Ghost Juan Morelli Dhalia Arcaute Tobias Wincorn                                                        | Arcaute Vindver Verde ↑[c] Rodríguez ↑[v]                                       | 2:46    |  |
| 6.             | "La Reina"                                                    | Aguilera Luigi Castillo Santiago Castillo Servando Primera Marrufo                                                                | Arcaute Vindver Marrufo Verde ↑[c] Rodríguez ↑[v]                               | 3:48    |  |
| Duração total: | Duração total:                                                | Duração total: | Duração total:                                                                  | 19:17   |  |

Notas
- ↑[c]  significa um co-produtor adicional.
- ↑[v]  significa um um produtor vocal.

## Créditos e pessoal
Músicos
| - Christina Aguilera — artista principal, vocais, compositora, letrista (todas as faixas) - Federico Vindver — arranjo, teclados, programação (todas as faixas), percussão (faixa 2), compositor, letrista (faixas 3, 5) - JonTheProducer – compositor, letrista, arranjo, teclados, programação (faixa 1) - Rafa Arcaute — arranjo, teclados, programação (todas as faixas); percussão (faixa 2), compositor, letrista (faixa 5) - Jorge Luis Chacin — vocais de fundo (faixa 2) - Juan Morelli – compositor, letrista (faixa 1) - Kat Dahlia — compositora, letrista (faixas 1, 2, 5), vocais de fundo (faixa 2) - Yasmil Marrufo — vocais de fundo (faixas 2, 6); baixo, guitarra (faixa 6) - Yoel Henríquez — vocais de fundo (faixa 2) - Rebbeca Gomez — vocal em destaque, artista em destaque, vocais, compositora, letrista (faixa 2) - Natalia Peluso — vocal em destaque, artista em destaque, vocais, compositora, letrista (faixa 2) - Nicole Denise Cucco — vocal em destaque, artista em destaque, vocais, compositora, letrista (faixa 2) - Jorge Luis Chacín — vocais de fundo, compositor, letrista (faixa 2) - Yasmil Marrufo — vocais de fundo, compositor, letrista (faixa 2), produtor (faixa 6) | - Yoel Henríquez — vocais de fundo, compositor, letrista (faixa 2) - Sharlene Taulé — compositora, letrista (faixa 3) - Federico Vindver — compositor, letrista (faixa 3) - Mario Domm — compositor, letrista (faixa 3) - Matt Rollings — piano (faixa 3) - Ozuna — vocal em destaque, artista em destaque, vocais, compositor, letrista (faixa 4) - DallasK — compositor, letrista, arranjo, teclados, programação (faixa 4) - Gale — compositora, letrista (faixa 4) - Josh Barrios — compositor, letrista (faixa 4) - Tobias Wincorn — compositor, letrista, produtor (faixa 5) - Gino the Ghost — compositor, letrista (faixa 5) - Juan Morelli — compositor, letrista (faixa 5) - Luigi Castillo — compositor, letrista, vocais de fundo (faixa 6) - Santiago Castillo — compositor, letrista, vocais de fundo (faixa 6) - Servando Primera — vocais de fundo (faixa 6) |

Técnico
| - Jaycen Joshua — masterização, mixagem (todas as faixas) - Federico Vindver — gravação - Jean Rodríguez — assistência de engenharia, produtor vocal (faixas 2, 3, 4, 5, 6) - Afo Verde — co-produtor (faixas 2, 3, 4, 5) - Rafa Arcaute — gravação (faixa 3) - Ray Charles Brown, Jr. — gravação (faixas 3, 4, 5, 6) - Matt Rollings — gravação (faixa 3) | - Hi Music Hi Flow — gravação (faixa 4) - José Aponte — gravação (faixa 4) - DJ Riggins — assistência de engenharia (faixa 5) - Jacob Richards — assistência de engenharia (faixa 5) - Mike Seaberg — assistência de engenharia (faixa 5) - Yasmil Marrufo — gravação (faixa 6) - Felipe Trujillo — assistência de engenharia (faixas 1, 5) - Morgan David — assistência de engenharia (faixas 1, 5) |

Créditos adaptados do Tidal e Genius.

## Histórico de lançamento
| Região | Data                  | Formato                    | Versão | Gravadora        | Ref.          |
| ------ | --------------------- | -------------------------- | ------ | ---------------- | ------------- |
| Várias | 21 de janeiro de 2022 | Download digital streaming | Padrão | Sony Music Latin | [ 25 ] [ 28 ] |